# Мещёрский проспект
Мещёрский проспе́кт — проспект в Западном административном округе Москвы в посёлке Мещёрский. Проходит от 1-го Дачно-Мещёрского проезда до Воскресенской улицы параллельно 4-му, 5-му и 6-му Дачно-Мещёрским проездам.
Пересекает Варваринскую улицу, 2-й и 3-й Дачно-Мещёрские проезды, Московскую, Палисадную, Очаковскую и Прудовую улицы, затем проходит по плотине.
Нумерация домов ведётся от 1-го Дачно-Мещёрского проезда.

## История
Проспект образован в 1905 году результате создания на земле князя С. Мещёрского дачного посёлка, получившего название Княж-Мещёрский (с 1917 года — Мещёрский). Является главной улицей посёлка. Раньше перед началом проспекта был переезд через железнодорожные пути на улицу Матросова.

## Примечательные здания и сооружения
По нечётной стороне:
По чётной стороне:
- Памятник жителям посёлка, погибшим на фронтах Великой Отечественной войны (на углу с 3-м Дачно-Мещёрским проездом).

## Транспорт

### Железнодорожный транспорт
- В 200 метрах от начала проспекта находится платформа «Мещёрская»

### Метро
- Станция метро «Говорово»

### Автобус
| Sk3: | Солнечная • Говорово • Мещерская • Сколково (ТМК) |

«→» — остановки проходятся только при движении в прямом направлении; «←» — остановки проходятся только при движении в обратном направлении.

Памятник жителям посёлка, погибшим на фронтах Великой Отечественной войны
Заброшенный дом № 22, бывший Дом культуры (ныне снесён)